# Los 4 de Córdoba
Los 4 de Córdoba es un conjunto de música folclórica creado en 1969 en la ciudad de Córdoba, Argentina.
En su larga carrera artística se presentaron en escenarios de países como Bolivia, Chile, Estados Unidos, Jamaica, Paraguay, Perú, Turkmenistán y Uruguay. Destacan sus interpretaciones de «El olvidao», «Del norte cordobés», «La Oma», «Llorando se fue», «Te iré a buscar», «Zamba de Alberdi» y «Zamba del cantor enamorado».

## Historia
El grupo se conformó el 7 de abril de 1969 por Ángel Bustamante de la ciudad de Córdoba, Héctor Pacheco de Deán Funes, Víctor Godoy de Luan Toro (La Pampa) y Américo Albornoz; como «Los Auténticos de Córdoba», con el que lanzaron su primer sencillo con la compañía discográfica Columbia Records. Poco después adoptaron el nombre «Los 4 de Córdoba».

### Años 1970
En Bolivia grabaron el primer disco LP, A Bolivia, en 1971. Al año siguiente se radicaron en Buenos Aires y un año después participaron en el Festival Nacional de Folklore de Cosquín en Córdoba en el que ganaron con la canción «Cuando nombro al amor» y en el Festival de la Patagonia, en Punta Arenas, Chile, con «Cuando mi América sepa», ambas canciones de Marta Bruno y Rafael Domingo Paeta. También ese año obtuvieron un disco de oro por el álbum A Bolivia. En 1977 fueron nuevamente ganadores en el Festival de Punta Arenas, con el huayno «Coplero alegre», de Víctor Hugo Godoy y Héctor Pacheco; en el siguiente año obtuvieron dos discos de oro, por Canto al Inmigrante y A Bolivia.

### Años 2000
En 2005 Eduardo Márquez debió retirarse de la agrupación por consejo médico, el músico sufría de problemas cardíacos que le impedían viajar y ponían en peligro su vida. Fue reemplazado por Lionel Pacheco, hijo de Héctor.
Recibieron en 2007 la mención «Hermanados por la música» en Bolivia, otorgada por el alcalde de la ciudad de Cochabamba y en 2008 la Sociedad Argentina de Autores y Compositores les otorgó el «Premio SADAIC a los grandes intérpretes».
En 2009 durante el Festival de Cosquín, el grupo cumplía 40 años, Lionel Pacheco fue sustituido por Eduardo Márquez y este cantó: Del norte cordobés y Zamba de Alberdi. Fue la última vez que la formación clásica actuó.

### Años 2010
En 2014 fueron galardonados con el Camín de Oro en el Festival de Cosquín, otorgado en reconocimiento a la trayectoria, la Legislatura de la Ciudad de Buenos Aires los declaró «Personalidades Destacadas en el Ámbito de la Cultura», y recibieron la distinción «Hombres y mujeres de nuestra tierra», reconocimiento a la trayectoria y el aporte a la cultura popular, otorgado por la Cámara de Diputados de la Nación. En enero de 2015, Eduardo Márquez falleció.
La Cámara de Diputados nuevamente los reconoció en 2016 otorgándoles la Distinción de Honor a grandes artistas del folclore argentino. La Sociedad Argentina de Autores y Compositores les otorgó un reconocimiento a la trayectoria y a su aporte a la cultura argentina en 2019.

## Repertorio
Su extenso repertorio incluye, entre muchas otras, canciones como «La vida va», «Para que no me olvides», «Granito de sal», «El nono gringo», «Pateando sapos» (ritmo de gato), con una versión cantada con el Negro Álvarez, «De Alberdi» y «Luna cautiva» del Chango Rodríguez, el vals criollo de Ricardo Arrieta «Córdoba de Antaño», la chacarera de Ica Novo «Del norte cordobés» y la «Chacarera del serenatero» de Eulogio Abel Figueroa y Carlos Carabajal, la zamba «Cordobés, guitarrero y cantor» de Pancho Muñoz y Raúl Montachini y «Zamba para olvidar» de Julio Fontana y Daniel Toro, «Por qué será» de Miguel Ángel Robles y Pedro Favini, y «La Oma», chamamé de Daniel Altamirano y Favini, que el grupo estrenó en 1977.

## Discografía
| - 1969 - Los 4 de Córdoba. - 1970 - "Claveles Rojos " (Edición Boliviana) (Simple Lyra) - 1971 - A Bolivia. (Lyra" Edición Boliviana) - 1972 - Para que no me olvides. (Edición Argentina y Boliviana) - 1973 - A Bolivia (II)." (Lyra,bajo licencia Microfon Edición Boliviana) - 1974 - Canción para un sueño de cristal. (Microfon) - 1975 - Mi país, mi continente. (Philips) - 1976 - Simplemente. (Philips) - 1977 - Cuando nombro al amor. (Microfon) - 1978 - Canto al inmigrante. (Philips) - 1979 - De entrecasa, con Luis Landriscina. (Philips) - 1980 - El país de todos. (Philips) - 1981 - Permiso serenata. (Philips) - 1982 - Mujer, madre de canciones. (Philips) - 1985 - Dame el pan Argentina. - 1Philips)991 - Cordobeses y basta. - 1993 - Clásicos. - 1996 - Grandes Exitos. - 1997 - Nido de amor. - 1998 - Clásicos 1998. | - 1999 - 30 años entre amigos (2 CD). - 2006 - Flor de papel. - 2007 - Córdoba cuenta, canta y baila, con el Negro Álvarez. - 2009 - 40 años. Gracias. - 2012 - Dame el pan, Argentina (II). - 2013 - Córdoba me llama. - 2015 - En vivo en el Teatro Libertador San Martín (2 CD). - 2018 - Miti y miti - Criollofónico. - 2019 - 50 Aniversario 1969-2019 Vol. 1 En Vivo Teatro del Libertador. - 2019 - 50 Aniversario 1969-2019 Vol. 2 En Vivo Teatro del Libertador. - 2022 - En vivo en Buenos Aires. - 2023 - Le cantan a Ica Novo. |